# خايمي فوستر
خايمي فوستر هو محامي وقاضي وقانوني وسياسي أمريكي، ولد في 12 يناير 1941 في ويامة ‏ في الولايات المتحدة، وتوفي في 3 ديسمبر 2007 في Guaynabo, Puerto Rico ‏ في الولايات المتحدة بسبب قصور القلب. نشط حزبياً في Popular Democratic Party (Puerto Rico) ‏. في انتخابات مجلس النواب الأمريكي 1990 ‏، انتخب المفوض المقيم لبورتوريكو عن دائرة Puerto Rico's at-large congressional district ‏ وقد انضم خلال فترته النيابية ‏ (3 يناير 1991 – 3 يناير 1993) للكتلة البرلمانية الحزب الديمقراطي وانتخب المفوض المقيم لبورتوريكو (1985 – 1992).